# Селилово (Псковская область)
Селилово — деревня в Великолукском районе Псковской области России. Входит в состав сельского поселения «Переслегинская волость».
Расположена на западе района, в 12 км к западу от райцентра Великие Луки и в 9 км к юго-западу от волостного центра Переслегино.
Численность населения по оценке на 2000 год составляла 7 человек, на 2010 год — 10 человек.